# Пол Веджвуд
Пол Веджвуд (анг. Paul Wedgwood народився в червні 1970 року) є одним із трьох засновників розробника відеоігор Splash Damage і був генеральним директором компанії до кінця 2018 року. 

## Кар'єра
Пол Веджвуд народився в червні 1970 року. Веджвуд розпочав свою кар'єру на початку 1990-х як мережевий інженер, обслуговуючи таких великих клієнтів, як Home Office і 10 Downing Street. Однак  до індустрії ігор він приєднався лише у 1999 році, коли став менеджером інфраструктури BarrysWorld, багатокористувацького ігрового веб-сайту та Інтернет-провайдера. Протягом цього часу він проводив більшу частину свого часу, працюючи ведучим і коментатором у відеоігровому телевізійному шоу під назвою Lock 'n Load, яке транслювалося в Австралії. 
Разом із BarrysWorld, Пол Веджвуд працював у аматорській команді розробників під своїм онлайн-псевдонімом «Locki» над модифікацією гри Quake III Arena під назвою Q3F. 
У травні 2001 року деякі з цих основних колег пізніше сформували основу розробки відеоігор компанії Splash Damage.
З моменту заснування Splash Damage Веджвуд брав участь у багатьох іграх , включаючи розробки Wolfenstein: Enemy Territory, Doom 3, Quake Wars і Brink.
У липні 2016 року було оголошено про продаж британського розробника ігор Splash Damage компанії Leyou за суму до 150 мільйонів доларів Веджвудом, його єдиним власником, співзасновником і виконавчим директором. 
Наприкінці 2018 року Пол офіційно залишив посаду генерального директора Splash Damage, його наступником став Річард Джоллі. Згодом Веджвуд та інші колишні учасники Splash Damage створили у 2018 році інвестиційну компанію Supernova Capital. Supernova здійснила своє перше придбання в березні 2019 року зі студією Flying Wild Hog.